# منتخب جزر سليمان تحت 17 سنة لكرة القدم للسيدات
منتخب جزر سليمان تحت 17 سنة لكرة القدم للسيدات هو ممثل جزر سليمان الرسمي في المنافسات الدولية في كرة القدم في فئة كرة قدم تحت 17 سنة للسيدات، يديريه اتحاد جزر سليمان لكرة القدم.